# Palingenese (Sozialwissenschaften)
Palingenese (aus griechisch Παλίν palín-, deutsch ‚wieder‘, und γένεσις génesis, deutsch ‚Entstehung‘, ‚Schöpfung‘, ‚Geburt‘; englisch palingenesis) oder Neugeburt ist in der Sozialwissenschaft ein Begriff verschiedener Faschismustheorien für ein zentrales Element des Faschismus.

## Begriff
Emilio Gentile übernahm den Begriff Palingenese aus der Theologie zuerst in seinem Werk Le origini dell'ideologia fascista (1918–1925). Er verstand ihn im Sinne der heute so bezeichneten „Konvergenztheorie“. Roger Griffin fasste den Begriff schärfer als Zielvorstellung des Faschismus, der auf die „Neugeburt“ der „dekadenten Gesellschaft“ durch totale Ausrichtung auf einen verherrlichten Führer ziele. Dies sah er als „mythischen Kern der faschistischen Ideologie“.

## Faschismusanalyse
In faschistischen Ideologemen ist dabei die Sprache von einer „revolutionären Neugeburt“ der „Gemeinschaft“ in eine „neue Ordnung“ und in einer „neuen Ära“. Damit ist eine (konter-)revolutionäre Bestrebung eines utopischen Ultra-Nationalismus gemeint. Markant ist Palingenesis für einen bestimmten Typ von Kulturpessimismus:

„[Es] lassen sich zwei Typen von Kulturpessimismus unterscheiden: der Typ, der keinen Ausweg sieht und der zu Verzweiflung führt, und die palingenetische Variante, die die finsterste Nacht nicht als endgültig und als Vorspiel zum Tode, sondern zyklisch als Ankündigung einer neuen Morgendämmerung versteht. Wenn palingenetischer Kulturpessimismus einmal in den ideologischen Treibstoff einer politischen Massenbewegung verwandelt ist, kann er revolutionäre Energien zur Säuberung der Gesellschaft von ihrer inneren Dekadenz und Korruption durch systematische Verfolgung und Massenmord entfalten. Außenstehenden und insbesondere den Opfern mag dies ‘nihilistisch’ erscheinen, doch im Geiste der Planer und Akteure ist das Ziel, den Nihilismus zu überwinden und die Dekadenz in Neugeburt zu verwandeln, eine Gesinnung, die in Nietzsches Der Wille zur Macht  „aktiver Nihilismus“ im Unterschied zu „passivem“ genannt wird.“

Roger Griffin sieht diese Bestrebungen als idealtypisches Merkmal aller faschistischen Ideologien, sowohl im Nazismus, bei den Denkern der Konservativen Revolution und den rechten Intellektuellen und Gruppierungen der Neuen Rechten wie Armin Mohler und Alain de Benoist.
1991 machte Griffin in The Nature of Fascism den Vorschlag, Faschismus idealtypisch – im Sinne von Max Weber – zu definieren. Danach wäre Faschismus als „Gattung politischer Ideologie, deren mythischer Kern in seinen mannigfachen Permutationen aus einer palingenetischen Form populistischem Ultranationalismus besteht“ zu beschreiben. Entsprechend definiert  Griffin den Faschismus als einen „palingenetische[n] Ultra-Nationalismus“. Griffin wendet sich damit gegen eine Definition des Faschismus, die  sich auf die Epoche des  Nationalsozialismus beschränkt, und stieß in der internationalen Forschung eine größere kontroverse Debatte an.
Mit der generischen Definition des Faschismus auf seine ideologischen Kernelemente, die Faschismus als eine Ideologie wie andere Ideologien behandelt, verfolgt Griffin das Ziel, den „Einsichten in die Wandlungen des internationalen Faschismus nach 1945“ zu folgen. Damit grenzt er sich von Faschismusdefinitionen, die sich auf eine historische Epoche beziehen, ab:

„Da die Definition auf den ideologischen Kern zielt statt auf die konkreten historischen Erscheinungsformen (Führerkult, Paramilitarismus, Politik des Spektakels usw.), mit anderen Worten: da sie Faschismus genau wie andere generische politische Ideologien (Liberalismus, Sozialismus, Konservatismus) behandelt, wird es einsichtig, ein politisches Phänomen auch dann als faschistisch zu betrachten, wenn es nur im embryonalen Zustand im Kopf eines Ideologen und ohne Ausdruck in einer politischen Partei, geschweige denn einer Massenbewegung, existiert. Darüber hinaus mag es sinnvoll sein, eine Form politischer Energie als faschistisch zu erkennen, selbst wenn sie auf die Absicht verzichtet, als parteipolitische und/oder paramilitärische Kraft zu operieren und stattdessen einem Ansatz folgt, der eher mit politischem Quietismus denn mit revolutionärem Fanatismus zu tun zu haben scheint. So konnten verschiedene Personen, die der „Konservativen Revolution“ zugeordnet werden, beispielsweise Ernst Jünger und Martin Heidegger, wegen ihrer Obsession, die kulturelle und gesellschaftliche Dekadenz zu überwinden, als Faschisten klassifiziert werden, obwohl sie nur vorübergehend die NSDAP als Vehikel für die Realisierung ihrer palingenetischen Fantasien ansahen.“

Griffin bezieht sich in dieser Definition von Faschismus auf den so genannten „Neuen Konsens“ in der Faschismusforschung, wie er von Matthew Lyons formuliert wurde: „Faschismus ist eine Form rechtsextremer Ideologie, die die Nation oder Rasse als organische Gemeinschaft, die alle anderen Loyalitäten übersteigt, verherrlicht. Er betont einen Mythos von nationaler oder rassischer Wiedergeburt nach einer Periode des Niedergangs oder des Zerfalls.“